# Pierre Louis
Pierre Louis (ur. 1989 w mieście Meksyk) – meksykański aktor i piosenkarz.

## Role
| Telenowela      | Rola                  | Rok       |
| --------------- | --------------------- | --------- |
| Oblicza miłości | Paolo                 | 2013–2014 |
| Kotka           | Carlos 'El Centavito' | 2014      |